# Mathieu Vernice
Mathieu Vernice, né le 12 aout 1993 est un arbitre fédéral français de football.

## Biographie
Mathieu Vernice est issu du club de l'AS Cagnes et gravit les échelons des compétitions nationales grâce à ses performances régulières en National 2 et National 3. Il fait ses débuts en Ligue 1 en 2023,. Il est promu arbitre FIFA au 1er janvier 2025.
Le 14 avril 2024, lors de la 29ᵉ journée de Ligue 1, il dirige la rencontre spectaculaire entre l'Olympique lyonnais et le Stade Brestois (4-3). Ce match est marqué par une série de décisions arbitrales controversées. Mathieu Vernice reçoit la note de 1 sur 10 de la part du journal L'Équipe, une évaluation qualifiée de "calice jusqu’à la lie", en raison d'erreurs perçues dans la gestion des faits de jeu et des sanctions disciplinaires,,,.

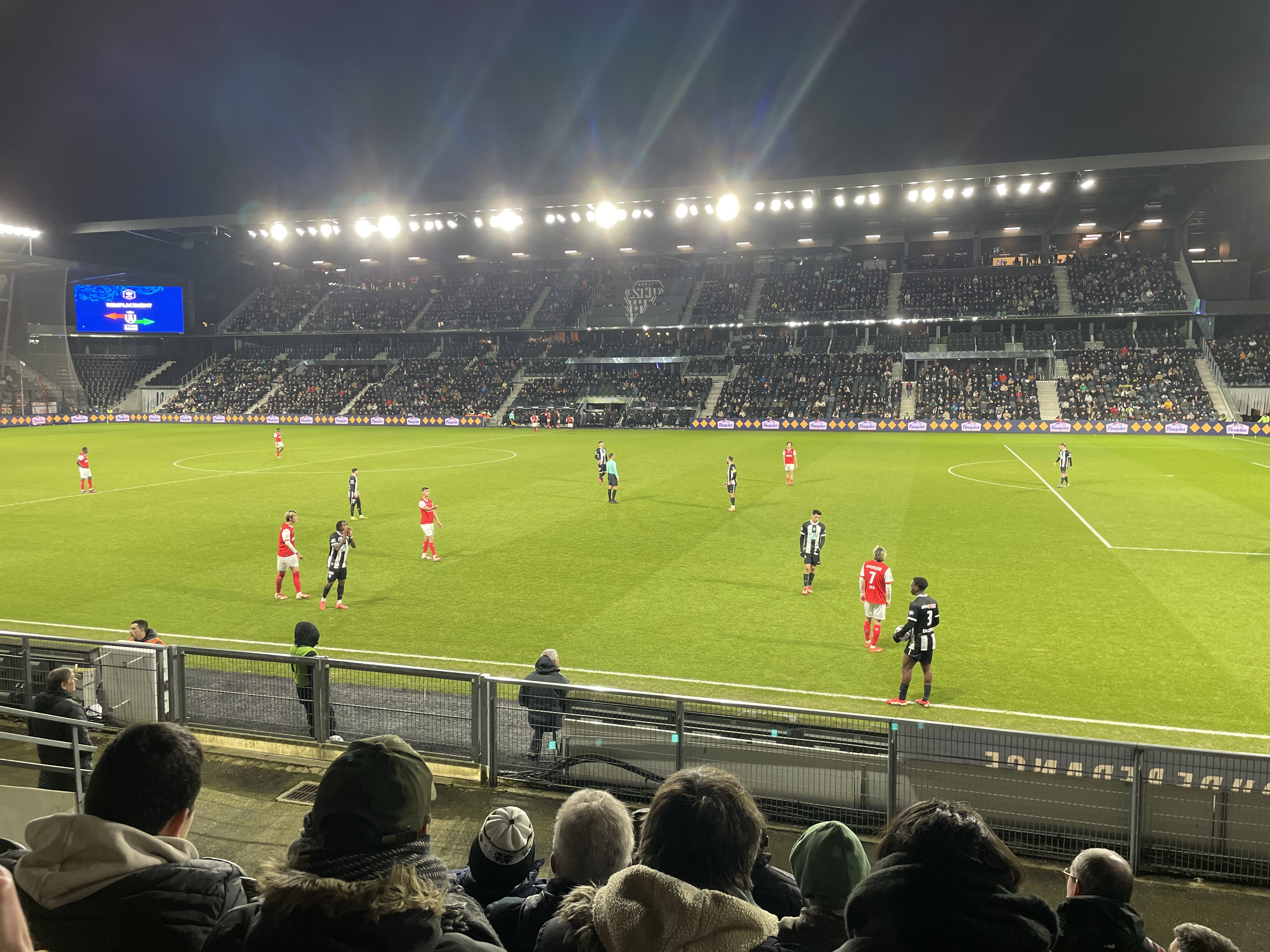
Mathieu Vernice le 25/02/2025 en 1/4 de finale de Coupe de France au Stade Raymond Kopa à Angers

Le 13 février 2024, à l’occasion du choc de Ligue 2 BKT entre l’AJ Auxerre et le SCO d’Angers, Mathieu Vernice officie en tant qu’arbitre principal avec une innovation notable : il est équipé d’un micro dans le cadre d’une retransmission spéciale sur beIN SPORTS. Lors de cette rencontre, Vernice était assisté par Julien Garrigues et Yannick Boutry, tandis que le quatrième arbitre, Robin Chapapria, complétait le corps arbitral.
Lors de la saison 2022-2023, au cours de la 6ᵉ journée de Ligue 1, au cours de la rencontre entre Troyes et Rennes (1-1), Mathieu Vernice a dû gérer une situation exceptionnelle avant même le coup d’envoi. Alors que les capitaines des deux équipes s’apprêtaient à échanger leurs fanions, l’arbitre assistant Florian Goncalves de Araujo s’effondre sur la pelouse, victime d’un malaise soudain. Les services de secours sont rapidement intervenus et ont évacué l’arbitre assistant sur une civière. Conscient, il a été remplacé par le quatrième arbitre, Eddy Rosier, tandis que Mathieu Vernice, arbitre principal, dirige la rencontre avec six minutes de retard,,.

## Statistiques*
*Comprenant les rôles d'arbitre central, arbitre assistant et arbitre VAR
| Catégorie                            | Nombres de Matchs | Catégorie                           | Nombres de Matchs |
| Ligue 1                              | 89                | UEFA Euro qualifying U19            | 3                 |
| Playoffs Ligue 1/Ligue 2             | 1                 | Trophée des Champions               | 1                 |
| Ligue 2                              | 64                | UEFA Champions League               | 2                 |
| Playoffs Ligue 2/National            | 1                 | UEFA Europa League                  | 2                 |
| National                             | 51                | UEFA Champions League Qualification | 2                 |
| National 2                           | 13                | UEFA Youth League                   | 2                 |
| Coupe de France                      | 17                | UEFA Conference League              | 2                 |
| Coupe de la Ligue                    | 4                 | UEFA Nations League C               | 1                 |
| Amicaux internationaux               | 3                 | UEFA Nations League B               | 1                 |
| UEFA Conference League Qualification | 1                 | UEFA Nations League D               | 1                 |
| ------------------------------------ | ----------------- | ----------------------------------- | ----------------- |